# BFM Belgique
Pour les informations générales, ou spécifiques à la France, voir BFM.
BFM Belgique était une radio d'origine française qui est arrivée en Belgique en 1995.

## Historique
En 1995, Francis Lemaire (Contact Group) en partenariat avec BFM France et les frères Casier, lance BFM Belgique qui diffusait à l'époque uniquement sur Bruxelles sur la fréquence 107.6, la plupart des émissions était du repiquage satellite de BFM France.
Durant certaines tranches horaires (07h00-09h45 et 16h30-19h00), la radio transmettait des programmes conçus par une équipe belge.
Débuts des années 2000, Francis Lemaire décide d'auto-octroyer des nouvelles fréquences a BFM, principalement dans les grandes villes de Wallonie : Wavre, Namur, Mons, Charleroi, Liège, et pendant un temps Arlon.
Le 24 avril 2007, l'IBPT impose une amende de 16672 Euro à BFM. L’amende administrative est imposée conformément à l’article 21, § 2, de la loi du 17 janvier 2003 relative au statut du régulateur des secteurs des postes et des télécommunications belges en raison des infractions par BFM Plus SA aux articles 13, 15 et 33 de la loi du 13 juin 2005 relative aux communications électroniques. Les services de contrôle de l’Institut ont constaté que les émissions des radios respectives Radio Ten et Radio Prima ont été perturbées par Radio BFM - antenne Bruxelles.
Les services de contrôle de l’Institut ont constaté que les puissances de sortie émetteur et apparentes sont supérieures à la puissance indiquée sur le titre de reconnaissance. - La hauteur de l’antenne par rapport au sol est différente. - Utilisation de trois dipôles au lieu de deux autorisés. De ces éléments, il ressort nettement que la fréquence 107,6 MHz BFM à Bruxelles cause un brouillage préjudiciable à la fréquence 107,6 MHz utilisée par radio Prima à Zottegem et par Radio Ten à Begijnendijk.
En mai 2007, la station belge se séparait de Contact Group, en raison du déménagement du groupe vers la RTL House. BFM Belgique était une radio indépendante de tout groupe. Les 100 % du capital étaient détenus par Alain Mahaux (homme d'affaires et président de BFM Belgique).
Quant au logo de BFM Belgique, il était resté le même depuis le début des années 2000, le groupe Contact estimait le nouveau logo (style RMC info) peu esthétique.
En août 2008, à la suite d'un décret de la Communauté française de Belgique qui la prive de fréquence d'émission, BFM Belgique doit arrêter ses programmes. Ses recours devant le Conseil supérieur de l'audiovisuel rejetés, les émetteurs sont arrêtés par l'IBPT le 14 août, au lendemain de la disparition de Mint.
En été 2008, BFM a postulé pour le dernier réseau qui reste, le U2, mais elle n'est pas la seule car il y a aussi Mint, Ciel Radio et Al Manar qui ont postulé pour ce dernier réseau urbain.
Le jeudi 2 octobre 2008, d'après le journal Le Soir, le réseau U2 sera attribué à Ciel Radio, sauf s'il y a un retournement de situation (la confirmation par le CSA se fera 15 jours plus tard).

## Rédacteurs en chef
- Emmanuel Allaer (1995-1997)
- Patrice de Laminne (1997-1999)
- Thierry Denoël (1997-1999)
- Pierre Poullier (1999-2005)
- François Heureux (2005-2007)
- Charles Van Dievort (2007-2008)

## Journalistes qui sont passés par BFM
- Cathy Vercauteren
- Charles Van Dievort
- Céline Biourge
- Delphine Simon
- Fabrice Lambert (journaliste)
- François Heureux
- François Kirsch
- Fréderic Masquelin
- Hamza Fassi-Fihri
- Jean-Claude Hennuy
- Laurence Zanchetta
- Michaël Denutte
- Peggy Simono
- Pierre Poullier
- Valérie Dewinter
- Valérie Leclercq

## Anciennes fréquences
- Bruxelles 107,6 MHz
- Charleroi : 101,4 MHz
- Liège : 106,7 MHz
- Mons : 104,9 MHz
- Namur : 107,1 MHz
- Wavre : 101,9 MHz